# 嫁到鄉下的魔王
《嫁到鄉下的魔王》是創作的日本漫畫。開始連載於2022年3月26日發售的《月刊COMIC CUNE》2022年5月號，2025年2月27日發售的《月刊COMIC CUNE》2025年4月號發表最終回。主要描述自稱魔王的少女與鄉下老師結婚並逐漸加深感情的戀愛喜劇。紀念性質影片與第2冊單行本漫畫同時推出。

## 登場人物
諾諾婭·莫婭·阿蕾哈（配音：富田美憂）
魔王。喜歡欣賞事物的消亡。
山田舍人
小學老師。

## 出版書籍
| 冊數 | KADOKAWA       | KADOKAWA               |
| 冊數 | 發售日期       | ISBN                   |
| ---- | -------------- | ---------------------- |
| 1    | 2022年9月26日  | ISBN 978-4-0468-1696-4 |
| 2    | 2023年4月27日  | ISBN 978-4-0468-2396-0 |
| 3    | 2023年12月27日 | ISBN 978-4-0468-3131-6 |
| 4    | 2024年8月27日  | ISBN 978-4-0468-3959-6 |

## 外部連結
- 魔王が田舎に嫁いだら （页面存档备份，存于）（日語）